# Straßenbahn Washington, D.C.
Die Straßenbahn Washington, D.C. ist ein kleiner Straßenbahn-Betrieb in Washington, D.C., der Hauptstadt der Vereinigten Staaten von Amerika. Sie besteht aus einer Strecke und wird in der englischen Kurzform als DC Streetcar bezeichnet. Die Infrastruktur befindet sich im Besitz und wird verwaltet durch das District of Columbia Department of Transportation (DDOT), Abteilung Transit Delivery. Den Betrieb führt RATP Développement durch. Im ersten Quartal des Jahres 2025 fuhren an Werktagen durchschnittlich 2400 Fahrgäste mit DC Streetcar.:3 Alle Fahrgäste fahren kostenfrei und fahrscheinlos. Die jährlichen Betriebskosten liegen bei 10 Millionen US-Dollar. Der im Sommer 2025 beschlossene Haushaltsplan für den District of Columbia sieht vor, den Betrieb zum 30. September 2027 dauerhaft einzustellen.
Von einem geplanten neuen Straßenbahnnetz wurde nur eine Strecke in Betrieb genommen: Die H-Street-Strecke hat acht Haltestellen und führt von einer Brücke über dem Gleisvorfeld der Washington Union Station 3,4 Kilometer ostwärts entlang der H-Street und der Benning Road Northeast bis zur Oklahoma Avenue nahe der Ethel-Kennedy-Brücke über den Anacostia River. Ihr Bau begann 2007, der Fahrgastbetrieb begann am 27. Februar 2016. An der Strecke im Nordost-Quadranten der Stadt liegt ein Betriebshof.
Eine Strecke südlich des Anacostia River an der Grenze von Südwest- und Südost-Quadranten der Stadt wurde nur zum Teil gebaut und nicht in Betrieb genommen. Es entstanden dort ein rund 1,5 Kilometer langes Streckenfragment und ein eigener kleiner Betriebshof. Die Planung für die Anacostia-Strecke begann im Jahr 2004, Gleise wurden von 2009 bis zum vorzeitigen Ende der Bauarbeiten 2010 im Bereich westlich der Station Anacostia der Metro Washington und östlich des Geländes der ehemaligen Bolling Air Force Base, Teil der Militärbasis Joint Base Anacostia-Bolling, gelegt. Ihr wurde nur geringes Fahrgastpotenzial zugestanden.
DC Streetcar ist der zweite Straßenbahnbetrieb im District of Columbia, nachdem die 1862 eingerichtete alte Straßenbahn im Jahr 1962 stillgelegt worden war. Um die Jahrtausendwende gab es eine Reihe von Planungen für Straßenbahnbetriebe in verschiedenen Städten der Vereinigten Staaten, die als Anzeichen für eine Renaissance der Straßenbahn gewertet wurden. Sie wurden zumeist als Werkzeug der Stadterneuerung und Aufwertung einzelner Stadtviertel begriffen, nicht als umfassendes Nahverkehrsangebot. In Washington sollten die Strecken als Ergänzung zum vorhandenen Metro- und Busnetz die innerstädtische Erschließung verbessern, durch geringer entwickelte Geschäftsviertel führen und in späteren Ausbaustufen unzureichend erschlossene Quartiere besser anbinden.

## Vorgängersystem
Die Geschichte der Straßenbahn in Washington, D.C. begann im 19. Jahrhundert, als 1862 die erste Straßenbahn in der Hauptstadt eröffnet wurde. Obwohl das Verkehrsmittel große Bedeutung für den Personenverkehr hatte, wurde es ab Beginn der 1960er Jahre auf Beschluss des Kongresses der Vereinigten Staaten stillgelegt und durch Buslinien ersetzt. Die letzten Straßenbahnwagen wurden am 28. Januar 1962 vom Betrieb abgezogen.

## Erste Planungen
Ende der neunziger Jahre zog die Verwaltung des Washington Metropolitan Area (Metropolregion Washington) die Einrichtung von Schnellbuslinien, eines Stadtbahn- oder Straßenbahnnetzes in Anbetracht, um die durch das starke Bevölkerungswachstum im Großraum von Washington, D.C. bevorstehenden Verkehrsprobleme bewältigen zu können und neue Verkehrsmittel im innenstädtischen- und regionalen Verkehr zu etablieren.
Ein erstes Projekt war für die Stadt Alexandria in Virginia angedacht. Im Januar 2002 wurde eine Studie durch den District of Columbia begonnen, welche die Wirtschaftlichkeit und mögliche Kosten eines 53,1 Kilometer langen Straßenbahnnetzes durch die Stadt ermitteln sollte.
Das Projekt erhielt die Unterstützung der Metro-Verwaltung. Das District Department of Transportation untersuchte dazu sowohl ein stadtweites, zusammenhängendes Netz als auch die Option, mit einer oder mehreren einzelne Linien die Straßenbahn einzuführen. Dass auch ein Straßenbahnanschluss des Viertels Anacostia in der Studie aufgegriffen werde, wurde dabei gesondert erwähnt.

### Erster Streckenvorschlag
Das DDOT legte einen positiven Abschlussbericht zur Untersuchung der Wirtschaftlichkeit vor, zudem wurde 2002 eine Investition von 310 Millionen $ durch den Stadtrat des District of Columbia genehmigt. Die erste zu errichtende Linie sollte auf einer Länge von 11,6 Kilometern durch Anacostia verlaufen. Der Vorteil der Straßenbahn gegenüber einer U-Bahn ist die schnell einzurichtende und vergleichsweise günstige Verbindung des Viertels mit der Innenstadt.
Zunächst war geplant worden, die Strecke von der Station Minnesota Avenue der Washington Metro entlang der Gleise einer aufgegebenen Industriebahn zur Metrostation Anacostia und von dort weiter über die 11th Street Bridges zu den Stationen  Navy Yard – Ballpark sowie Waterfront zu führen. Zum Einsatz kommen sollten Diesel-Triebzüge des Herstellers Colorado Railcar, welche die ersten in dieser Form produzierten und durch die zuständige Federal Railroad Administration zugelassenen Schienenfahrzeuge in den Vereinigten Staaten gewesen wären.

### Finanzierungsprobleme
Die Finanzierung der Linie stellte sich schon bald als problematisch heraus: Nachdem durch den District of Columbia noch im gleichen Monat die Förderung des Projektes zugesagt worden war, veränderte die Verwaltung des Metropolitan Area die Strategie im Bereich der Verkehrsentwicklung. Geplant waren nun Investitionen von 12 Milliarden $, um innerhalb von zehn Jahren Schnellbusverbindungen, Stadtbahnen und Straßenbahnprojekte im gesamten Großraum zu verwirklichen. Die Hälfte des Betrags sollte für den Bau der Straßenbahnlinie in Washington, D.C., die Vollendung der Silver Line der Washington Metro, eine Straßenbahnlinie entlang der Columbia Pike im Arlington County (Virginia) sowie für die Stadtbahnlinie Purple Line, eine geplante Tangentiallinie nördlich der Hauptstadt, bereitgehalten werden. Jedoch war es der Zentralregierung sowie den einzelnen Kommunen entlang der Strecke nicht möglich, ihren Teil der Investitionen beigetragen, und daher wurden die Planungen zunächst wieder zu den Akten gelegt.
Infolgedessen beschloss der District of Columbia, auf eigene Kosten erste Teile des Straßenbahnnetzes in der Hauptstadt aufzubauen. Daher wurde eine verkürzte Variante der Linie durch Anacostia vorgeschlagen, welche nur noch 4,3 km lang gewesen wäre und 4 Stationen gehabt hätte. Sie sollte von der Bolling Air Force Base aus über die Metro-Station Anacostia zum U-Bahnhof Minnesota geführt werden. Im Juli 2003 begann das DDOT eine Überprüfung der Wirtschaftlichkeit für die neu geplante Strecke. Die Verwaltung des Metropolitan Area war mit dem Projekt einverstanden, dessen Kosten von 45 Millionen $ nun vollständig durch den District of Columbia getragen werden sollten. Die Errichtung der Straßenbahnlinie sollte im November 2004 beginnen und 2006 abgeschlossen werden.

### Aufsichtsbehörde
Im Dezember 2009 schlug Jim Graham, ein Mitglied des Stadtrats von Washington, vor, eine gemeinsame Aufsichtsbehörde für das seit 2005 bestehende (2024 eingestellte) städtische Bussystem DC Circulator sowie die zukünftige Straßenbahn einzurichten. Als Aufgaben sollte durch die Behörde die Einrichtung von neuen Linien sowie die Festlegung von Fahrpreisen organisiert und geleitet werden. Um herauszufinden, ob die lokale Wirtschaftsgemeinschaft das Straßenbahnprojekt unterstützen würde, besuchten Investoren und Unternehmer aus dem Umfeld der neuen Linie die Portland Streetcar, das Straßenbahnsystem in der Stadt Portland (Oregon). Ziel war es, zu untersuchen, inwiefern eine Straßenbahn positive Effekte auf die lokale Wirtschaft ausübt und ob sich Investitionen auszahlen würden. Lokale Medien berichteten, dass die Delegation aus dem District of Columbia positiv über die Wirkung der Straßenbahn überrascht war.

## H Street/Benning Road Line
Bei der H Street/Benning Road Line handelt es sich um die einzige in Betrieb befindliche Straßenbahnlinie der Stadt. Sie verbindet mit acht Haltestellen die Union Station mit der östlichen Kernstadt.

### Ankündigung
In 2003 veröffentlichte der damalige Bürgermeister Anthony A. Williams eine Entwicklungsstrategie, welche die Revitalisierung von sechs heruntergekommenen Stadtvierteln vorsah, zu denen auch das Gebiet an der H Street und der Benning Road zählte. Inbegriffen war auch eine Straßenbahnlinie, welche das Stadtentwicklungsgebiet mit der Innenstadt verbinden und innerhalb von fünf bis zehn Jahren fertiggestellt werden sollte. Im folgenden Jahr wurde der Plan formell gemacht. Bei den betroffenen Anwohnern und Einzelhändlern stieß das Vorhaben auf Ablehnung, da Verkehrsstaus und eine Gefahr für Fußgänger in dem starken Verkehr ausgesetzten Bereich fürchteten.
Am 20. Januar 2006 teilte das District Department of Transportation mit, es plane bei einem Kostenpunkt von 13 Millionen $ eine Straßenbahnlinie von der Union Station über die H Street NE und die Benning Road bis zur Minnesota Avenue Metrostation, welche sich in den Stadtteilen jenseits des Anacostia Rivers befindet. Der Streckenverlauf entspricht in etwa der ehemaligen Linie der Straßenbahngesellschaft Columbia Railway Company, welche bereits 1870 eröffnet wurde. Die Bauarbeiten für die Strecke, bei denen gleichzeitig der Straßenraum komplett neu gestaltet wird, sollten im Frühling 2007 beginnen und in 2009 beendet werden.

### Gleisverlegung

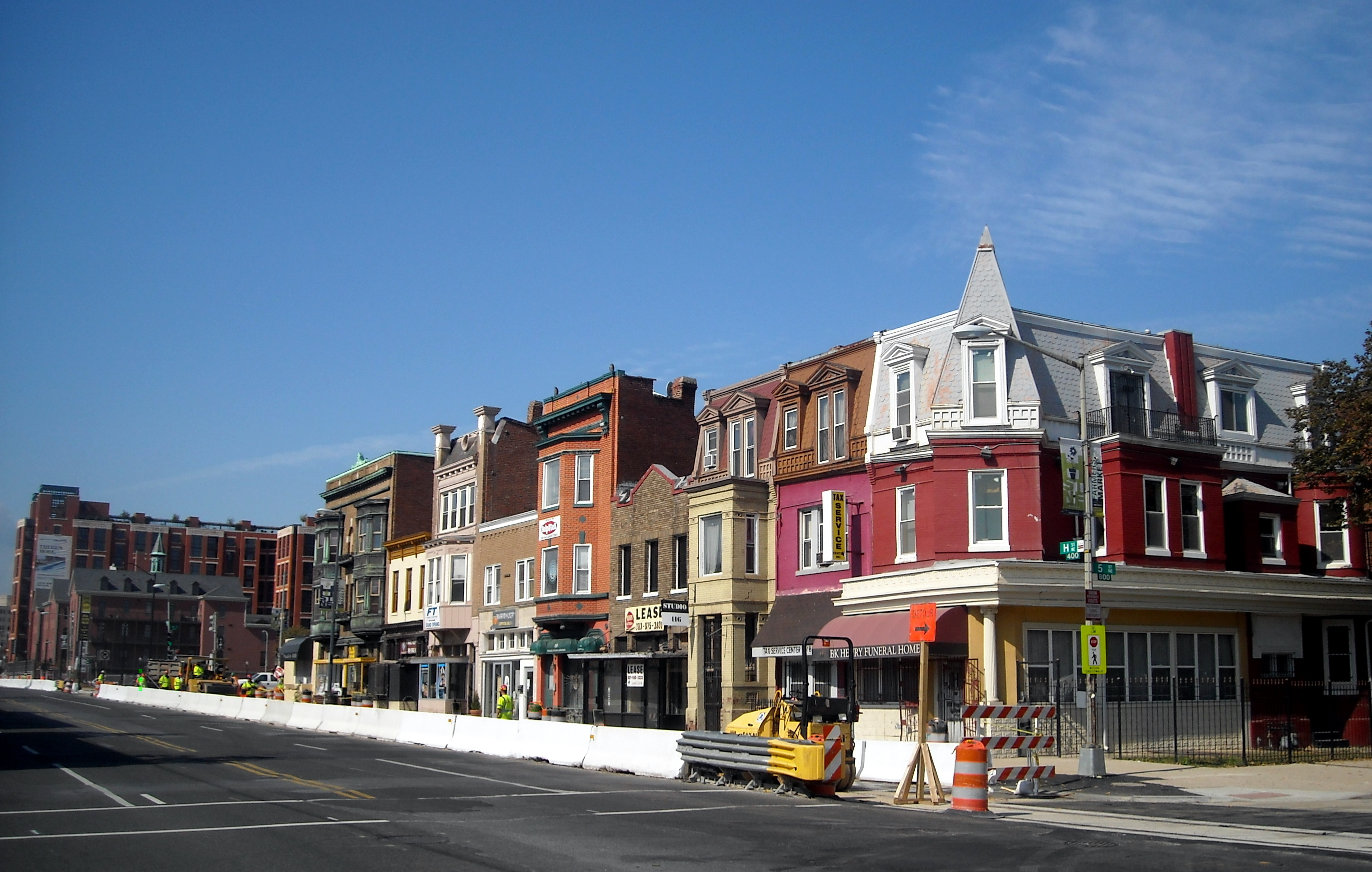
Errichtung der H Street/Benning Road Line im Oktober 2009

2008 wurde der Brückenschlag über den Anacostia River zur Minnesota Avenue Station aus den Planungen entfernt. Am innerstädtischen Endpunkt wiederum sollten Vorarbeiten für eine Verlängerung der Linie durch das Stadtzentrum getroffen werden, in deren Korridor Buslinien des 2024 eingestellten DC Circulator verkehrten.
Ab Juli 2009 wurden bereits Gleise im Rahmen der Straßenerneuerung verlegt, obwohl die Planungen für die Straßenbahn noch gar nicht abgeschlossen waren. Unter anderem musste noch über die Elektrifizierung, Wendemöglichkeiten und die Unterbringung der Fahrzeuge entschieden werden.

### Zusätzliche Erweiterung
Im April 2010 teilte das DDOT mit, eine Verlängerung der Linie für 74 Millionen $ um 3,2 Kilometer zur Metro-Station Benning Road zu planen. Dazu wurden durch den Hauptstadtbezirk 25 Millionen $ Bundeszuschüsse angefordert. Am anderen Ende sollte die Linie auf einem unabhängigen Bahnkörper unterhalb der Eisenbahnstrecke an die Union Station und somit näher an die Metro und die Züge der Amtrak herangeführt werden.

### Diskussion über die Elektrifizierung

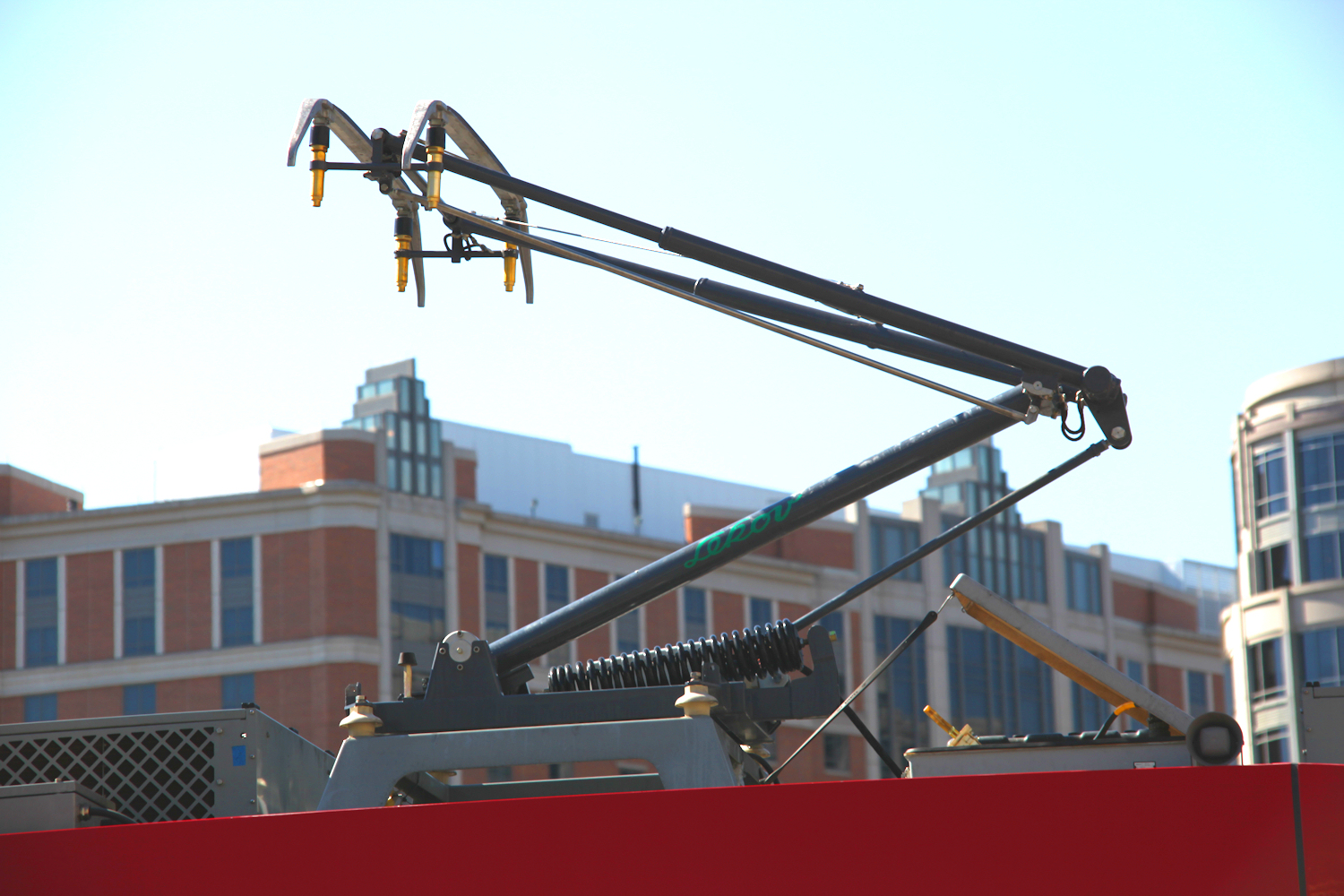
Ein Stromabnehmer auf einem Straßenbahnwagen der Anacostia Line

Örtliche Interessengemeinschaft wie das Committee of 100 on the Federal City sowie regionale Planungsbehörden, zu denen auch die National Capital Planning Commission (NCPC) zählt, sprachen sich gegen eine übliche Stromversorgung aus, bei der ein Stromabnehmer am Straßenbahnwagen von einer Oberleitung Strom für die Motoren bezieht. Ein alternatives Stromsystem sollte in Georgetown und dem historischen Stadtzentrum verwendet werden. Die NCPC forderte, auch in Anacostia und auf den 11th Street Bridges auf eine Oberleitung zu verzichten. Stattdessen wäre ein Akkubetrieb oder eine Stromschiene, die sich unterhalb der Gleise in den Boden eingelassen befinden sollte, in Frage gekommen. Der District of Columbia stellte dem entgegen, dass die Oberleitungen optisch nicht auffällig seien und ein alternatives System zu kostspielig sei und es außerdem wegen der feuchten Klimaverhältnisse in der Hauptstadt zu häufigen Ausfällen kommen könne.
Mitarbeiter der Planungsbehörden brachten auch eine Mischform der beiden Systeme ins Spiel, bei der im Stadtkern auf Oberleitungen verzichtet werden sollte, außerhalb der historischen Bebauung jedoch eine solche installiert worden wäre. Am 31. Mai 2010 unterzeichneten 12 von 13 Ratsmitgliedern des District of Columbia einen Gesetzesentwurf, welcher die H Street Line von den Gesetzesvorgaben aus den Jahren 1888 und 1889, welche vorsahen, dass im Stadtzentrum keine Oberleitungen errichtet werden dürfen, befreit. Das Gesetz forderte das Büro des Bürgermeisters dazu auf, einen stadtweiten Plan zu erstellen, an welchen zusätzlichen Stellen im Stadtkern Oberleitungen genehmigt werden könnten. Auch das Committee of 100 on the Federal City unterstützte die im Gesetz genannten Bedingungen. Am 29. Juni 2010 wurde das Gesetz durch den Stadtrat verabschiedet.
Jedoch schrieb der Vorsitzende der National Capital Planning Commission, L. Preston Bryant Jr., einen Brief an die Federal Transit Administration, welcher die NCPC sowie die Stadtverwaltung aufforderte, eine Lösung im Konflikt über die Oberleitungen zu finden, da der Bund ansonsten die zugesagten Mittel in Höhe von 25 Millionen $ zurückhalten werde. Die NCPC gab an, dass sie auf der rechtlich sicheren Seite stünden, da nur der Kongress der Vereinigten Staaten die Möglichkeit habe, die Gesetze der Jahre 1888/89 einzuschränken. Die Ratsmitglieder, welche mit der Behörde verhandelt hatten, meinten jedoch, dass das Handeln der NCPC ein Zeichen von falscher Zuversicht in den Gesprächen sei. DDOT-Direktor Gabe Klein urteilte, die NCPC erpresse den Stadtrat und überschreite die Grenzen ihrer Aufgaben als ausschließliche Beratungsbehörde. Klein forderte Bryant auf, die Forderungen zurückzuziehen. Er drückte seine Verärgerung darüber aus, dass das NCPC mit falschen Angaben wie der Behauptung, dass in der Nähe von National Mall oder Kongress Oberleitungen installiert würden, das Projekt der Stadt, die Strecken mit Oberleitungen zu elektrifizieren, gezielt verhindern möchte, und machte geltend, dass die H Street Line nicht in die Gesetze eingeschlossen sei. Klein gab außerdem zwei Fälle an, die belegen, dass der Stadtrat die Möglichkeit hat, die Gesetzgebungen aus dem 19. Jahrhundert einzuschränken. Am 13. Juli 2010 verabschiedete der Rat ein neues Gesetz, welches Oberleitungen entlang der Benning Road und H Street NW genehmigte. Das Gesetz verbot speziell die Errichtung von Oberleitungen im Bereich der National Mall sowie entlang der Pennsylvania Avenue vom Weißen Haus zum Kapitol und ermöglichte eine Bürgerbefragung und/oder das Zurateziehen anderer Quellen, um herauszufinden, wo weitere Oberleitungen anderswo in der Stadt aufgestellt werden könnten.

### Finanzierungsprobleme 2010

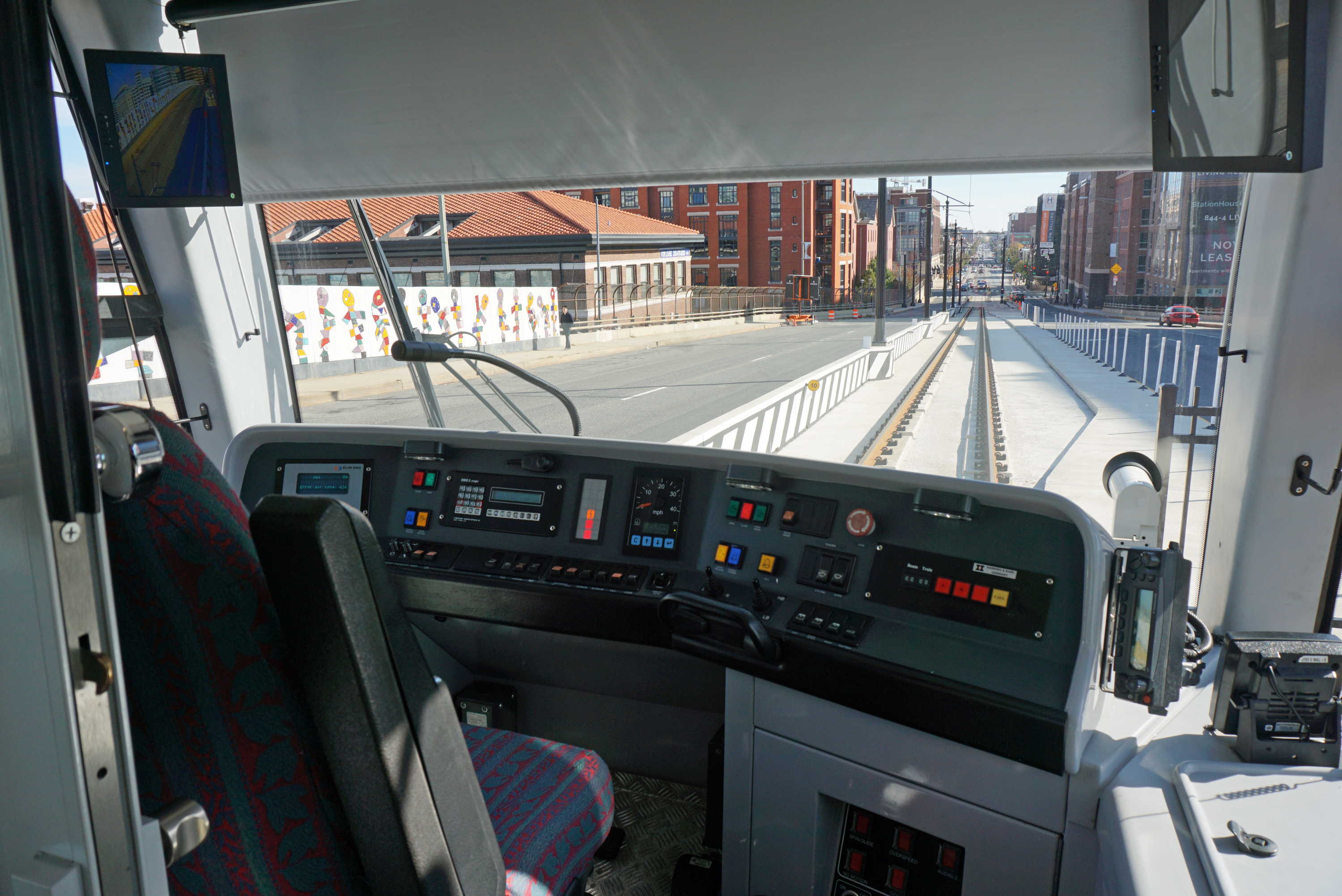
Führerstand eines Straßenbahnwagens auf der H Street NE line

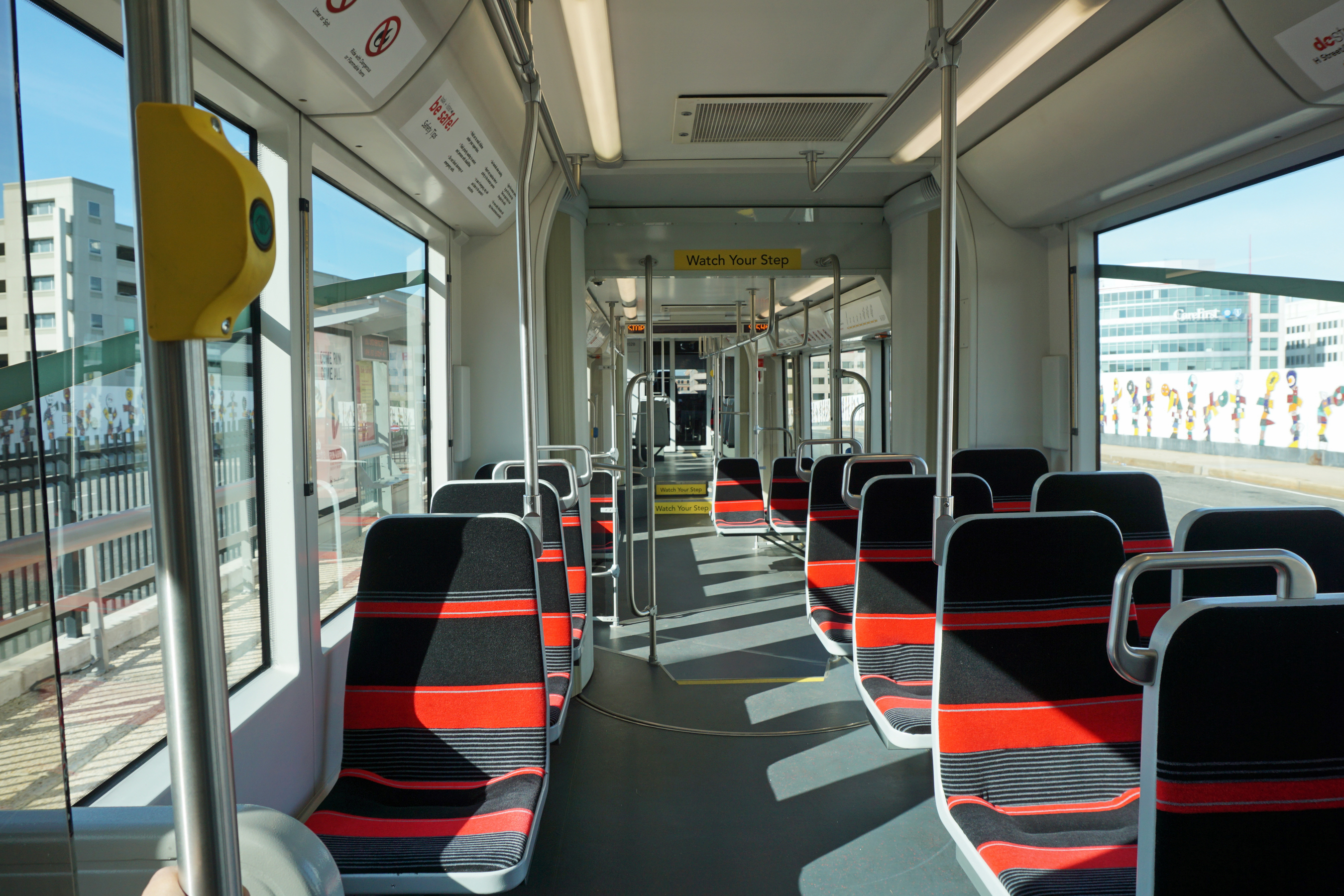
Inneneinrichtung eines Straßenbahnwagens

Im Jahre 2010 wurde die Finanzierung der Straßenbahn problematisch. Bürgermeister Adrian Fenty plante Ausgaben zwischen 60 und 70 Millionen $ im Haushaltsplan für 2011 ein, um die H Street Line fertigzustellen und die benötigten sechs Straßenbahnwagen zu erwerben. Ziel war die Inbetriebnahme der Linie im Frühjahr 2012. Die Finanzierung der übrigen Linien sollte übernommen werden, wenn der Stadtrat von dem Erfolg der Linie überzeugt werde. Außerdem veröffentlichte Fenty eine gemeinsame Studie des Stadtmarketings Downtown DC Business Improvement District (DIB), der Denkfabrik Brookings Institution sowie der Reconnecting America-Gruppe, eines Vereins von Befürwortern des öffentlichen Personennahverkehrs. Als Ergebnis wurde bekanntgegeben, dass die DC Streetcar ein Wirtschaftswachstum von 1,1 Milliarden $ entlang der H Street Line ermöglichen könnte.
Der Bürgermeister plante, von Unternehmen entlang der Linie eine Verkehrssteuer zu erheben, wodurch der Betrieb der Straßenbahn mit 375 Millionen $ subventioniert worden wäre. Am 25. Mai 2010 verringerte der Stadtrat die Investition zur Errichtung der Straßenbahnstrecke jedoch um 49 Millionen $. Grund dafür war ein erwartetes Haushaltsdefizit von 550 Millionen $. Befürworter der Straßenbahn beklagten sich bei Sarah Champball, der Beauftragten für Finanzen des Stadtrats, über die Streichung der Investitionen und führten an, sie sei ein Mitglied des Committee of 100 on the Federal City, welches sich gegen die aktuellen Straßenbahnplanungen einsetzte. Auch DDOT-Direktor Gabe Klein kritisierte den Stadtrat für das Aufgeben des Straßenbahnprojekts. Champball bestritt diesen Vorwurf. Die Washington Post berichtete, dass dieser Finanzierungskonflikt womöglich durch den Ratsherrn Vincent C. Gray ausgelöst wurde, der im September 2010 bei der parteiinternen Nominierung für den Anwärter auf das Bürgermeisteramt den bisherigen Amtsinhaber Adrian Fenty herausfordern wollte. Nachdem am folgenden Tag hunderte Anrufe von empörten Anwohnern eingegangen waren, nahm der Stadtrat den Beschluss zurück und zeigte sich mit einer Kreditaufnahme einverstanden.

### Überarbeitetes Konzept
Am 23. Oktober 2010 veröffentlichten Verkehrsfunktionäre einen überarbeiteten Plan für das System der DC Streetcar, der bekannt gab, dass die H Street/Benning Road Line sowie die Anacostia Line im März oder April 2012 eröffnet werden sollten. Dieser beinhaltete jedoch auch eine deutliche Verkürzung letzterer Line, deren nördliche Endstation sich nun an der Metro-Station Anacostia befinden sollte. Der Plan bezifferte die Baukosten für die beiden Linien auf 194 Millionen $. Die Betriebskosten wurden auf ungefähr 8 Millionen $ im Jahr geschätzt. Das DDOT ging von täglich 6350 Fahrgästen im ersten Betriebsjahr aus, die einen Dollar pro Fahrt zahlen würden. Es erwartete eine Steigerung auf 23.450 tägliche Fahrgäste im Jahr 2015. Die Straßenbahnwagen würden mit einem Lesegerät für SmarTrip-Karten ausgestattet werden, jedoch nicht mit Fahrkartenautomaten. Umsteiger von der Metro müssten keinen Aufpreis auf ihre Fahrt zahlen. Die Straßenbahn sollte sieben Tage in der Woche zu den Betriebszeiten der Metro im Takt von 10 bis 15 Minuten betrieben werden.
Die Finanzierung der beiden Linien war weiterhin unklar, wobei sich das DDOT um einen Bundeszuschuss in Höhe von 110 Millionen $ bewarb. Ein Zuschuss in Höhe von 18 Millionen $ war durch den Zentralregierung jedoch bereits abgelehnt worden. Stadtplaner versuchten derweil, Mittel aus einem 180 Millionen $ schweren Fond zur Verringerung der Schulden des Metropolitan Areas in das Projekt einfließen zu lassen, schlugen die Einrichtung von Business improvement districts mit erhöhten Steuern entlang der Strecken vor oder sprachen sich für eine Öffentlich-private Partnerschaft (ÖPP) aus, bei der Bauunternehmer einen Teil der Investitionskosten tragen und im Gegenzug Steuervorteile und Konzessionen für die Strecke bekommen hätten. Die Kontroverse um Oberleitungen blieb weiterhin ungelöst, so wurden auch Fahrzeuge mit Akkuantrieb erwähnt. Schließlich ordnete der Plan an, für den Betrieb einen Drittanbieter auszuwählen, wobei unklar ist, ob dies auch die öffentliche Hand selbst sein darf. Finanzierungsprobleme wurden auch in anderen Bereichen Anlass zur Sorge: Die steigenden Kosten wurden auch für die Wiederwahl des Ratsherren Tommy Wells zum Problem, da dessen Wahlbezirk an der H Street und somit auch an einer zukünftigen Straßenbahnlinie liegt. Der Stadtrat hörte den neuen Plan am 16. November an. Fünf Tage später forderten verärgerte Geschäftsleute im Bereich der Linie, dass Steuern zurückerstattet werden und Zahlungsaufschübe genehmigt werden. Als Grund dafür nannten sie die Arbeiten an der Linie, wodurch weniger Kunden die Geschäfte entlang der Strecke besuchen. Beim Umsatz seien Rückgänge von bis zu 70 % verzeichnet worden, woraufhin Ratsherr Jim Graham für Entschädigungszahlungen in Höhe von 7 Millionen $ an die Einzelhändler plädierte.

### Ankündigungen und weitere Verzögerungen 2011
Am 22. August 2011 teilte das DDOT mit, die erste Straßenbahn werde im Sommer 2013 auf der H Street Line fahren.
Im Januar 2012 Veröffentlichte die städtische Planungsbehörde einen Bericht, welcher bei Fertigstellung des Straßenbahnsystems bis zu 7700 neue Arbeitsstellen bei einem Wirtschaftswachstum in Höhe von 8 Milliarden $ im Zeitraum von zehn Jahren entstehen könnten. Das System könne zudem den Wert der anliegenden Immobilien im Bereich des Einzelhandels um 5,8 Milliarden und im Wohnbereich um 1,6 Milliarden $ steigern, was 600 % bis 1000 % der investierten Steuergelder entspräche. Die Studie sagte zudem aus, dass zwischen 4000 und 12000 Haushalte aus dem Umland in den District of Columbia zurückziehen würden, wodurch sich die Einwohnerzahl entlang der Straßenbahnlinien verdreifachen würde. Chris Leinberger, ein Mitarbeiter des Brookings-Instituts, erklärte der Washington Post, dass die Straßenbahn die wirtschaftliche Entwicklung aus dem nordwestlichen Quadranten der Stadt in den unterentwickelten Nordosten und Südosten verlagern könne. Jedoch gab es nicht nur positive Stellungnahmen zur Straßenbahn. Im Bericht war ebenso vermerkt, dass durch eine Verschärfung der Verkehrssituation auf der Benning Road SE, Columbia Road NW, Florida Avenue NW and Florida Avenue NE, Georgia Avenue NW und K Street NW das Bestehen kleinerer Geschäfte entlang der Linien nicht gesichert sei.

### Neue Arbeitsgruppe
In Reaktion auf das nicht gut verwaltete Projekt und den Verlust an Rückhalt aus der Bevölkerung leitete Ratsherrin Mary Cheh eine Abstimmung zur Gründung einer neuen Arbeitsgruppe ein, die herausfinden sollte, ob das Projekt aus der Verantwortung des DDOT auf eine selbstständige Straßenbahngesellschaft übertragen werden könne.

### Finanzplan von 2012

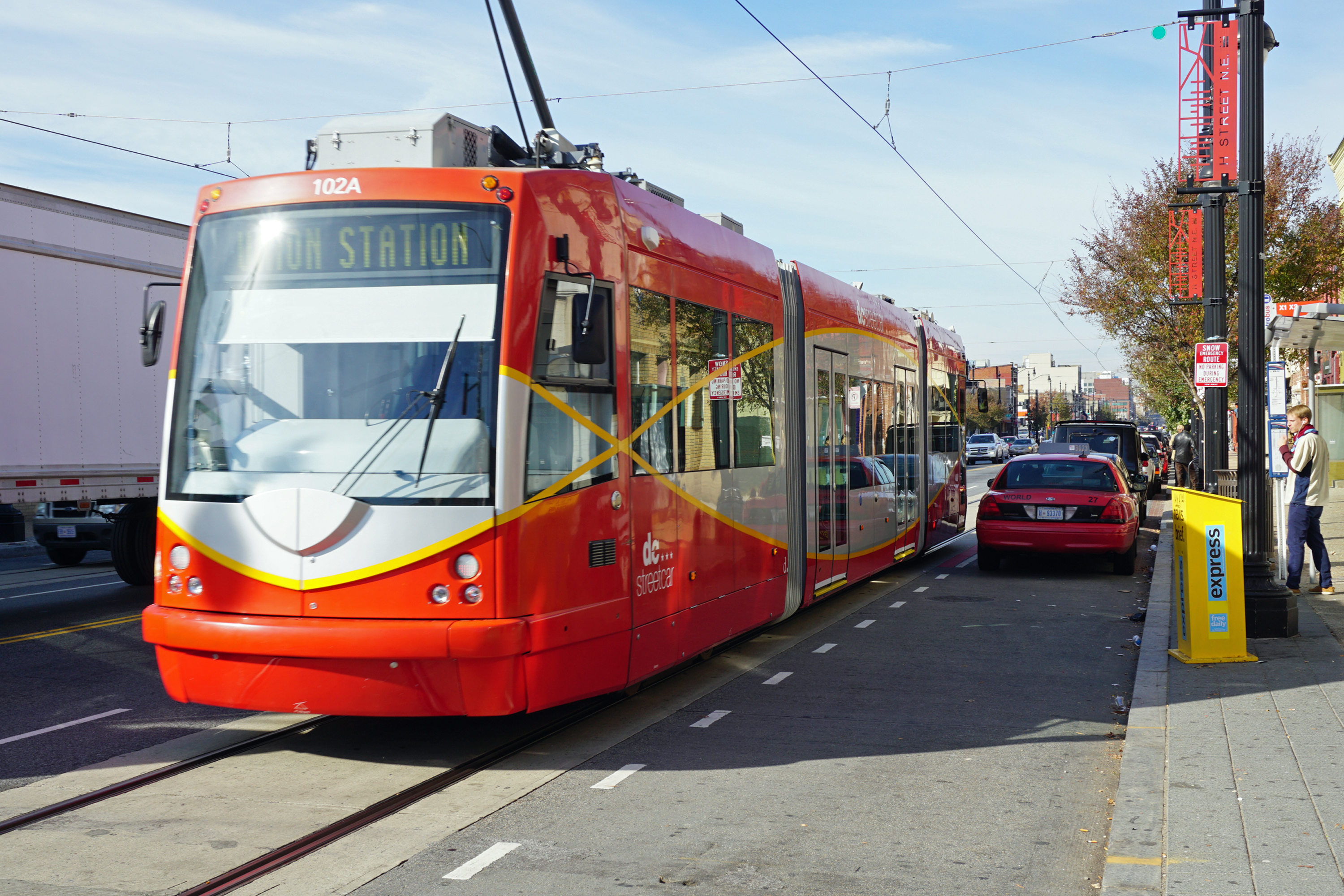
Straßenbahn auf der H Street während der Testphase im Oktober 2015

Im März 2012 plante Bürgermeister Vincent Gray ein sechsjähriges Finanzierungspaket in Höhe von 237 Millionen $ für den weiteren Ausbau der Straßenbahn. Jedoch stellten Angestellte des Bezirks fest, dass die Betriebskosten der ersten zwei Linien für die ersten fünf Jahre 64,5 Millionen $ betragen würden – Die Stadt sei es jedoch nur möglich, 58 % dieser Kosten zu finanzieren. Ungeachtet dessen hielt die Stadt daran fest, die H Street Line im Jahr 2013 zu eröffnen und verkündete zugleich, sie sei im Begriff, eine Option zwei weiterer Straßenbahnenwagen im Wert von 8,7 Millionen $ bei der Tochtergesellschaft Union Streetcar der Oregon Iron Works einzulösen. Eine weitere Kontroverse über die zukünftige Entwicklung des Straßenbahnnetzes trat im Juni 2012 auf, als das libertarische Cato Institute eine Studie herausgab, welche besagte, dass die Behörden Straßenbahnsysteme planen, die zu kostspielig und ineffizient sind sowie keine wirtschaftliche Revitalisierung ermöglichen.

### Auftragsvergabe
In der Monatsmitte von Juni 2012 unterschrieb die Stadt einen Vertrag mit dem Konsortium Dean Facchina LLC aus M.C. Dean, Inc. und der Facchina Construction Company zur Konzipierung des Betriebshof, der Stromversorgung und der Wendeanlagen für die H Street Line. Bürgermeister Vincent Grey äußerte dazu, es sei ein Zeichen, dass die Stadt an der Eröffnung im Sommer 2013 festhalten werde. Ein Missbilligungsantrag durch den Ratsherrn Marion Barry verzögerte die Entscheidung. Er argumentierte, dass zu viel Geld für ein System bezahlt werde, das zu wenige Fahrgäste befördern würde. Wenige Tage später zog Barry den Antrag zurück, als ihm der Bürgermeister versicherte, dass Anwohner zur Errichtung der Anlagen angestellt würden.

### Weitere Kontroverse

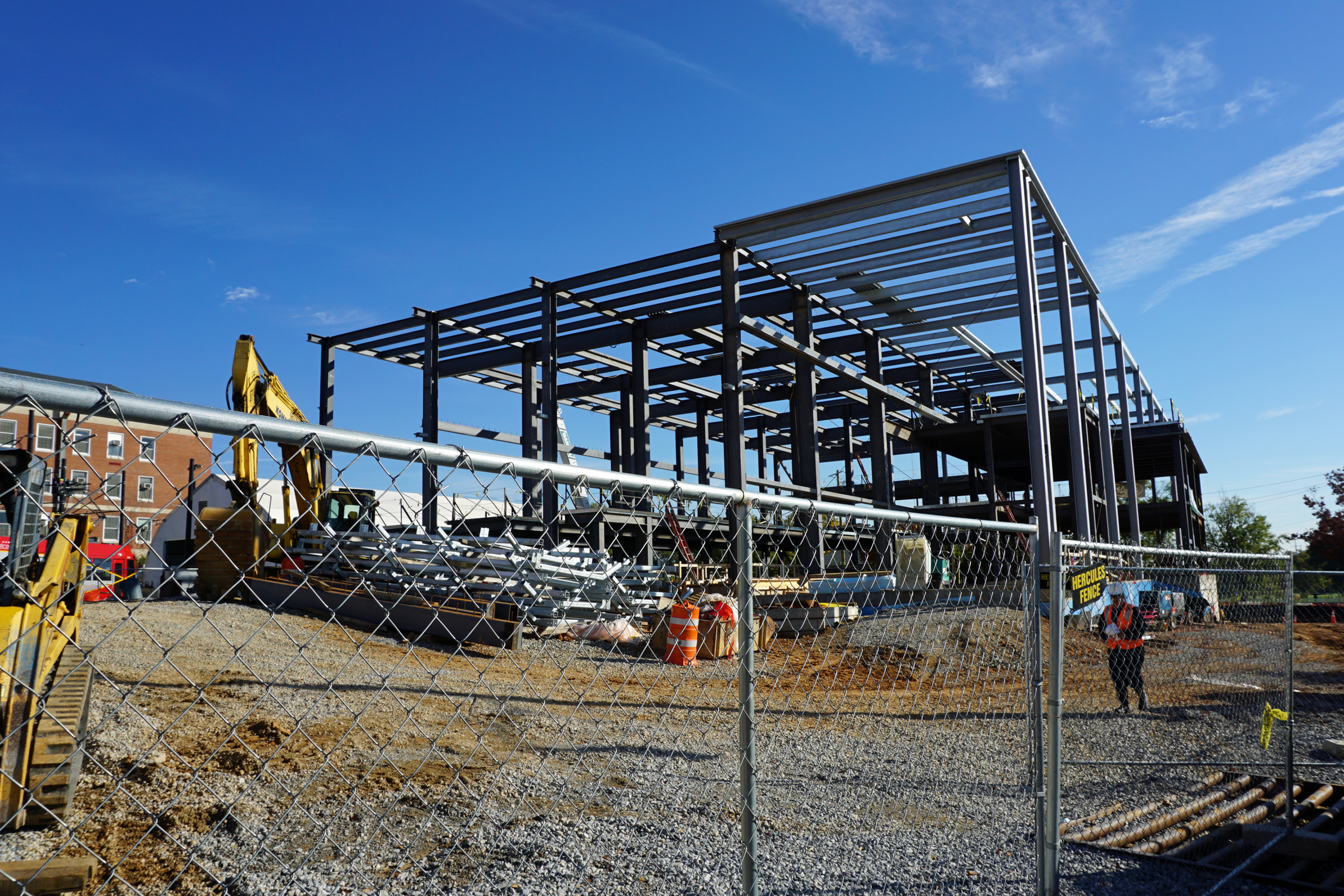
Baustelle des Betriebshofs an der Benning Road Ecke 26th Street NE

Die Finanzierung der Straßenbahn bewirkte im Juni 2012 weitere Kontroversen. Bürgermeister Gray eröffnete in Shanghai ein Büro der Stadt, um Chinesen beim Handel und bei Investitionen im District of Columbia zu unterstützen. Im Gespräch mit chinesischen Handelspartnern diskutierte er die Aufnahme eines Kredites bei der China Exim-Bank zur Finanzierung der Baukosten. Dabei zeigten sie sich verwundert darüber, dass es für die Stadt zwanzig Jahre dauern würde, das System zu vervollständigen, und schlugen vor, die vollständige Summe von 1,5 Milliarden $ zu übernehmen und im Gegenzug dafür die gesamten oder zumindest einen Teil der Einnahmen zu erhalten. Nach dem Treffen äußerte Gray gegenüber den Medien, dass ein unabhängiges Geldinstitut zur Finanzierung der Straßenbahn benötigt werde. Auch wenn Grey daran festhielt, die Stadtverwaltung weiterhin für den Bau und Betrieb der Straßenbahnen einzusetzen, veröffentlichte das DDOT eine behördliche Anfrage bei den zuständigen Bau- und Verkehrsunternehmen zum Zeitplan, den Kosten sowie der Bauaufsicht. Die Anfrage kam zu dem Ergebnis, dass zur Privatisierung des vollständigen Netzes durch die Stadt ein Vertrag mit einer Laufzeit von 30 Jahren den Unternehmen uneingeschränkte Verfügung über Erstellung, Finanzierung und Bau der Straßenbahn zugestehen müsste, wobei die Stadt weiterhin in letzter Instanz über die Fahrpreise bestimmen könnte. Ratsherr Tommy Wells gab Auskunft darüber, dass er jeden Vorschlag zur Privatisierung ablehnen werde. Er argumentierte, eine private Gesellschaft werde versuchen, die Fahrpreise zu erhöhen, die Anzahl der Linien verringern und eine geringere Servicequalität anbieten, um einen möglichst hohen Gewinn zu erzielen. Zudem kritisierte er, dass eine private Gesellschaft keine Strecke ins Stadtviertel Ward 8 bauen würde, wo jedoch die ärmste und somit am meisten auf öffentliche Verkehrsmittel angewiesene Bevölkerung wohne. Das DDOT konterte mit den Kosten für die Straßenbahn, welche bereits beim Bau 1,2 Milliarden $ inklusive der Anschaffung von 50 Straßenbahnwagen betragen würden, der Betrieb würde jedoch nur 65 Millionen $ pro Jahr kosten im Vergleich zum städtischen Bussystem DC Circulator mit Betriebskosten von 70 Millionen $. Die Behörde gab zudem an, dass die Anfrage nur zur Information über das Angebot Markt eingeleitet wurde und keine Ausschreibung gewesen sei.
Da die Ergebnisse der Anfrage angesehen worden waren, verkündete das DDOT, es habe mit der RATP Dev McDonald Transit Associates (RDMT) einen fünfjährigen Vertrag in Höhe von vier Millionen $ zum Betrieb der H Street Line unterzeichnet. Dieser Vertrag vergab auch die Erprobung und die Unterhaltung der Betriebswerkstätte durch die Gesellschaft.

### Zukunft in Gefahr
Im September 2012 wurde die Zukunft der H Street Line in Frage gestellt. Das DDOT hatte lange geplant, die Wagenhalle auf dem Gelände der Spingarn High School errichten zu lassen. Die Kingman Park Civic Association erstellte jedoch gemeinsam mit dem D.C. Historic Preservation Review Board einen Antrag, welcher die Schule zum Denkmal erklären sollte. Dadurch müsste das DDOT ein neues Grundstück für die Wagenhalle finden. Am 8. Oktober 2012 teilte DDOT Direktor Terry Bellamy dem Stadtrat mit, die Anfrage der Bürgervereinigung werde die Eröffnung der H Street Line auf Anfang 2014 verschieben, auch wenn der Schule nicht der Denkmalstatus zugesprochen würde. Er versprach optimistisch, die Linie würde dennoch eröffnet werden, und berichtete, dass das DDOT bereits eine Erweiterung bis zur Minnesota Avenue plane. Er fügte hinzu, die Stadt arbeite weiterhin an den Plänen, die Anacostia Line im Ward 8 zu eröffnen. Die Ratsherren zeigten sich dennoch bestürzt über den offensichtlichen Mangel an strategischen Plänen für das Netz. Sie waren skeptisch in der Frage, ob das DDOT weiter planen und Probleme wie dieses lösen würde, welche weiterhin die Straßenbahn wegen mangelnder Planung heimsuchen würden.

### Testfahrten und Fahrpreise

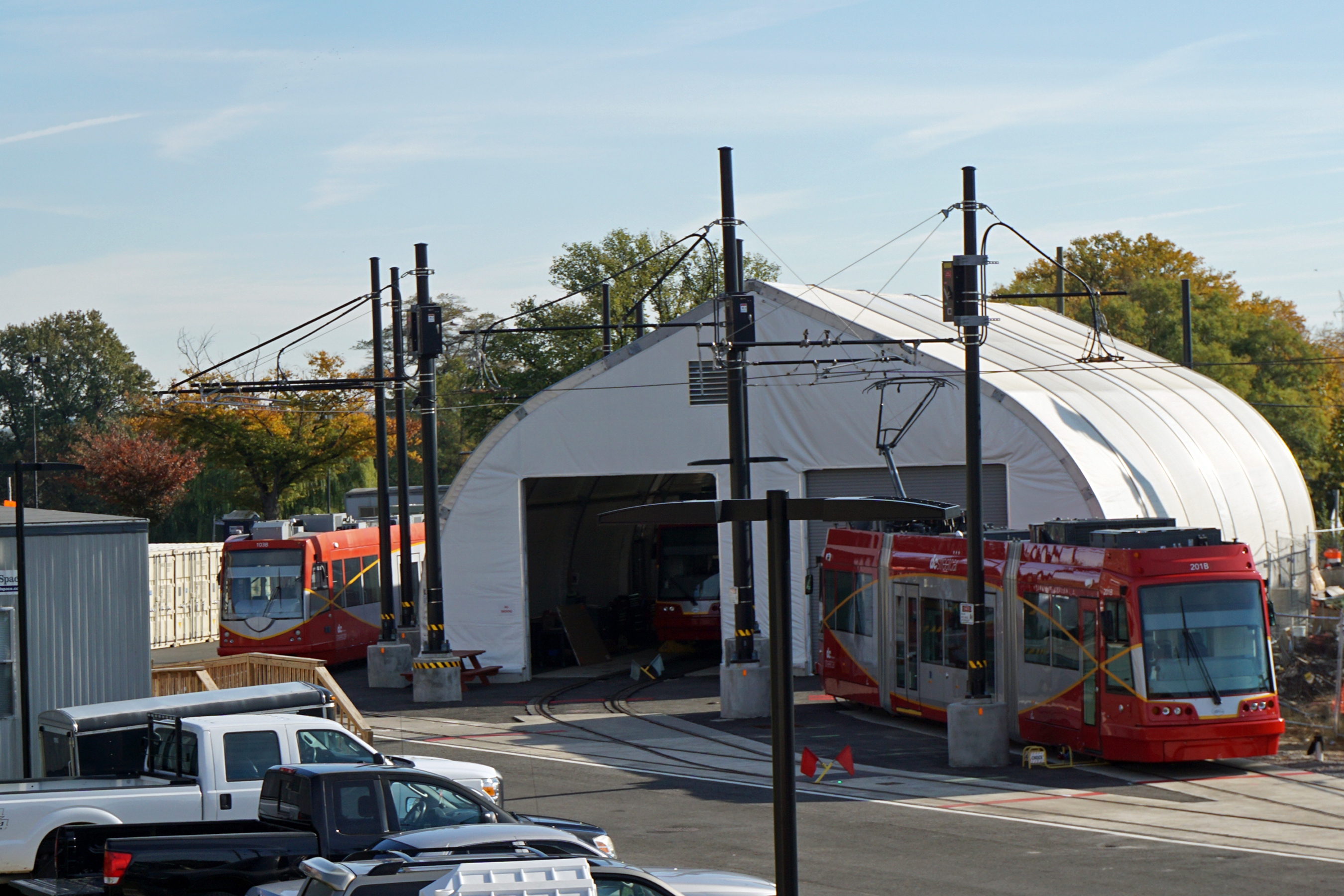
Provisorische Wagenhalle auf dem Gelände des Straßenbahnbetriebshofs

Im April 2014 verkündete das DDOT, die H Street Line werde im Herbst 2014 eröffnet. Eine provisorische Wagenhalle sollte im Juli auf dem Gelände der ehemaligen Spingarn High School fertiggestellt werden. Die Testphase des Systems würde weitere Wochen benötigen, bis die Straßenbahn schließlich von der Federal Transit Administration für den Betrieb geprüft wird, was 60 bis 80 Tage dauert. Die Auslieferung einer sechsten Straßenbahn musste abgewartet werden, bevor die Testphase beginnen konnte.
Die Straßenbahn ist kostenlos nutzbar.

### Inbetriebnahme

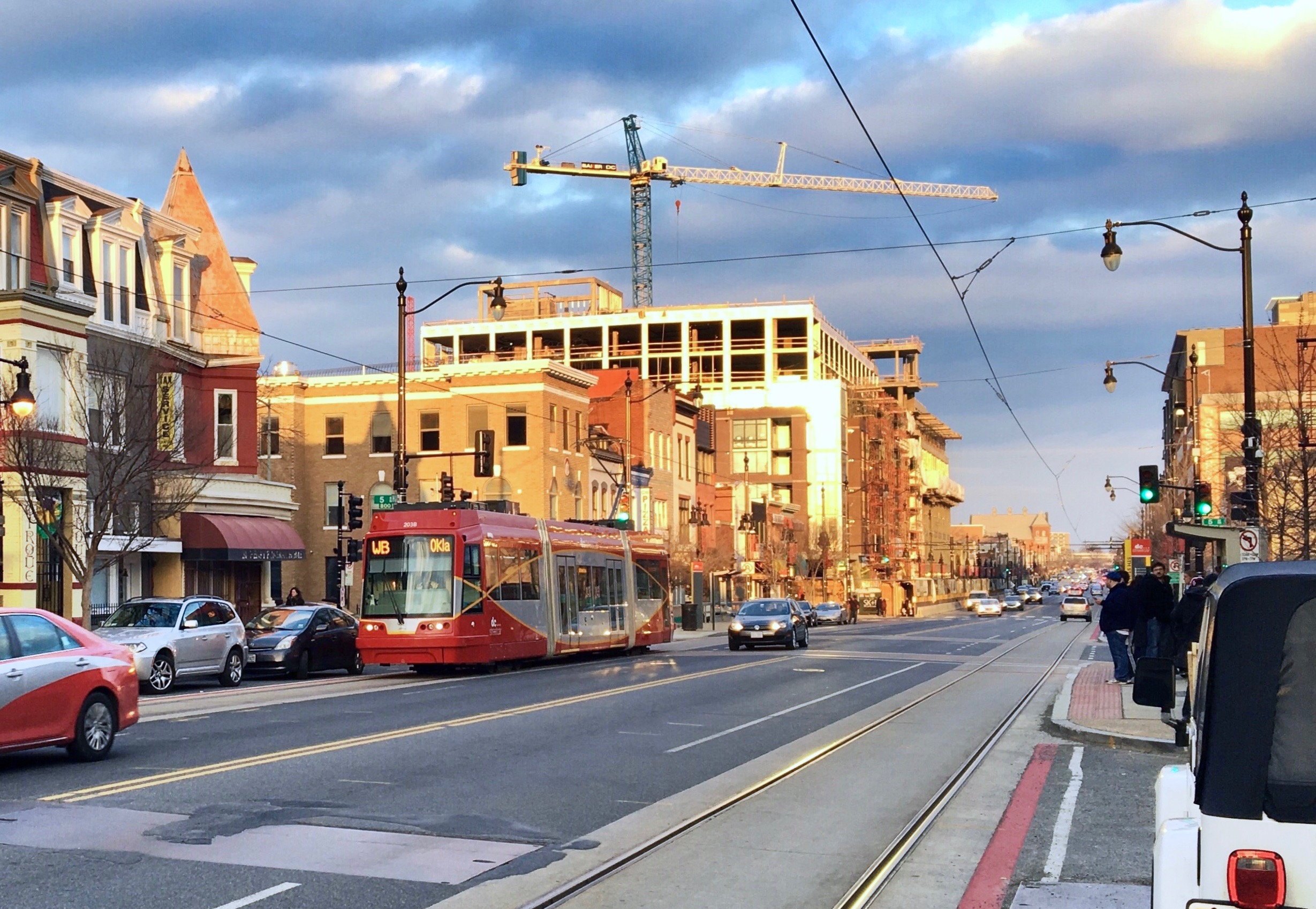
Eine Straßenbahn im fahrplanmäßigen Betrieb

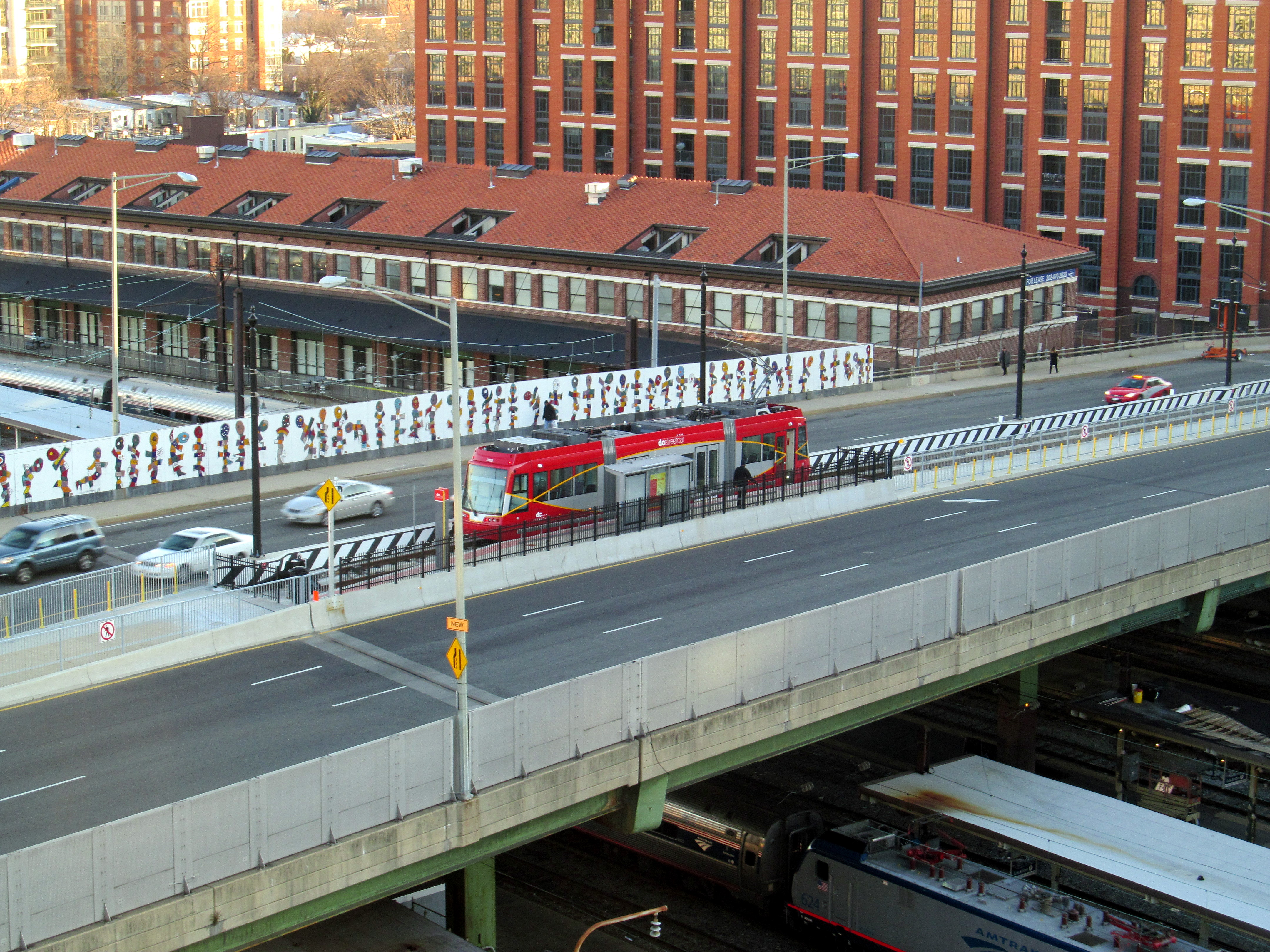
Endstelle über den Gleisen der Union Station (2016). Beim Neubau dieser Brücke der H Street von voraussichtlich 2026 bis 2028 ist die Endstelle nicht benutzbar.

Am 17. Dezember 2012 gaben die Behörden bekannt, dass sich nur 20 Prozent der H-Street-Linie noch in Bau befänden und die ersten Straßenbahnwagen voraussichtlich im Oktober 2013 fahren könnten. Am 13. Dezember 2013 wurde die erste Straßenbahn auf die Gleise der Linie gestellt. Tests auf der H-Street-Linie begann im August 2014 mit einem geplanten Eröffnungstermin Ende 2014 (oder möglicherweise Anfang 2015, wenn es zu Verzögerungen bei den Tests kommen sollte).
Nach weiteren Verzögerungen hatte die Behörde vorläufig den Januar 2015 als Eröffnungsdatum bekannt gegeben. Stattdessen kündigte der DDOT-Direktor, Leif Dormsjo, am 16. Januar an, keine weiteren Termine mehr anzugeben und die Führungsebene der Projektgruppe neu zu besetzen. Als am 9. Juli 2015 in einem Artikel der Washington Post Probleme mit den Weichenheizungen öffentlich wurden meinte Dormsjo, es könnten noch Monate vergehen, bevor die Straßenbahnlinie eröffnet würde.
Am 21. Februar 2015 entzündete sich kurzzeitig die Elektronik auf einem Straßenbahnwagen im Testbetrieb. Ein Gutachten der American Public Transportation Association bescheinigte der Technik allerdings keine gravierenden Mängel, sodass die Eröffnung weiter vorangetrieben werden konnte.
Dan Mauloff, ein Autor der Website Greater Greater Washington, berichtete am 10. Juli 2015, eine Überprüfung für das DDOT habe 33 potenzielle Ursachen für weitere Verzögerungen identifiziert. Er sagte, dass keines der gemeldeten Probleme berücksichtigt wurde, da man sie als nicht gravierend einstufte.
Die H-Street-Linie der DC-Straßenbahn nahm schließlich am 27. Februar 2016 als erste Linie des neuen Straßenbahnnetzes ihren Betrieb auf.

### Geplante Einstellung
Die dauerhafte Betriebseinstellung der DC Streetcar spätestens zum 30. September 2027 beschloss der Stadtrat als Teil des Haushaltsplans 2026 des District of Columbia. Als Ersatz wurde eine „Straßenbahn einer neuen Generation, die keine feste Spurführung benötigt“ vorgeschlagen.

## Anacostia Line

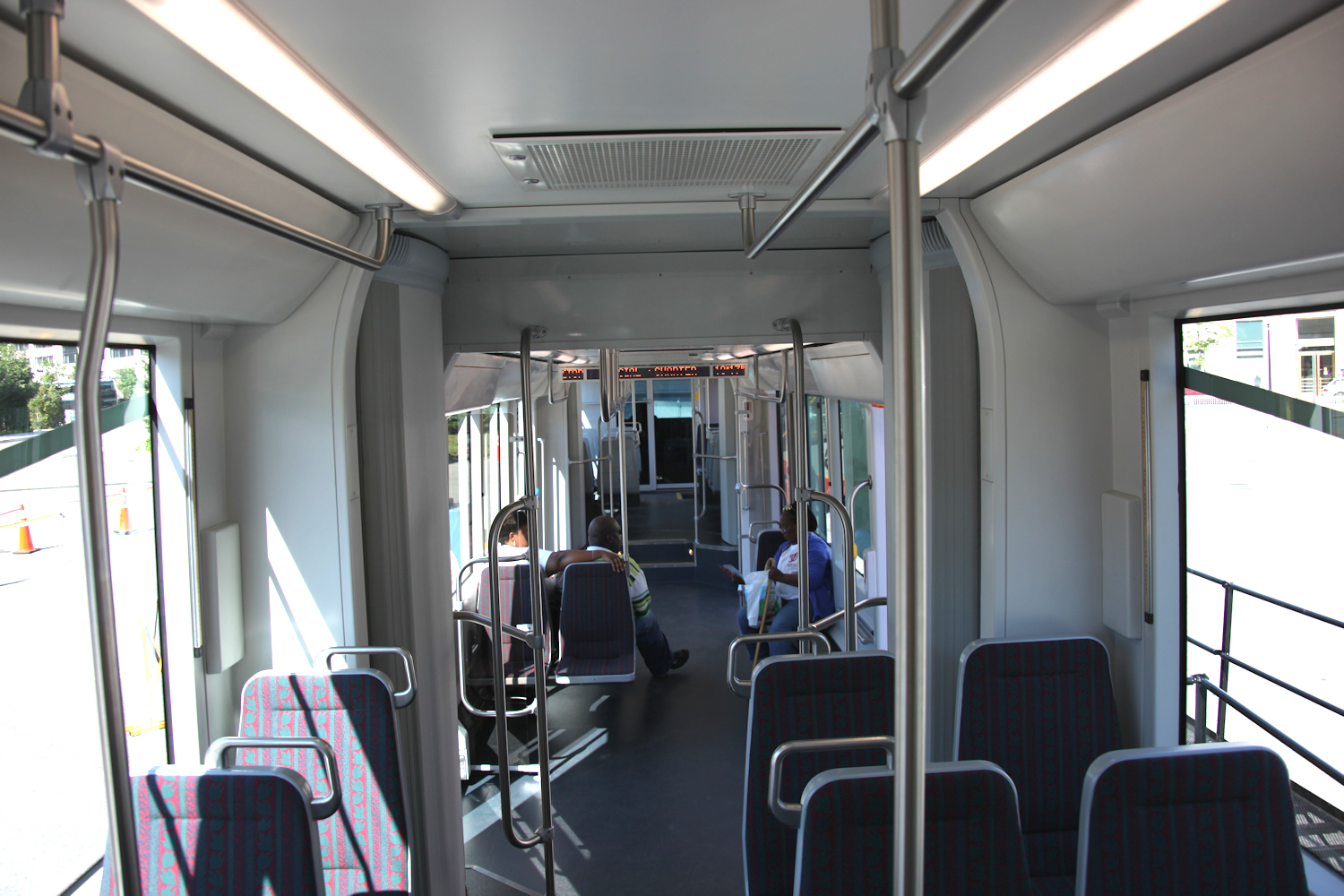
Straßenbahnwagen für den Betrieb auf der Anacostia Line

Teile der Linie wurden seit 2004 errichtet, als Ganzes wurde die Strecke jedoch nicht fertiggestellt. Sie sollte die Metrostation Anacostia mit dem gleichnamigen Stadtviertel verbinden.

### Baubeginn
Der Spatenstich der Anacostia Line fand am 13. November 2004 statt, zugleich wurden zu den geplanten vier Haltestellen eine Verlängerung mit zwei Halten hinzugefügt. Das Bezirksamt entschied sich gegen Dieseltriebwagen und für einen elektrischen Betrieb per Oberleitung. Dieses Stromsystem war auf der Anacostia Line zu genehmigen, da sich das Viertel außerhalb des historischen Stadtkerns befindet, wo keine Oberleitungen das Straßenbild stören dürfen. 2005 wurden die entsprechenden Straßenbahnwagen bei Inekon bestellt.

### Einstellung der Arbeiten
Zehn Monate später allerdings wurden sämtliche Arbeiten an der Linie eingestellt und DDOT sowie Metropolitan Area legten alle bisherigen Pläne auf Eis. Denn zwei Tage nach dem ersten Spatenstich kündigte die Eisenbahngesellschaft CSX, auf deren Nebenstrecke entlang von Anacostia die Straßenbahn teilweise verlaufen sollte, an, man werde den Bahnbetrieb einstellen, der Stadt allerdings nicht ohne weiteres eine Nutzung für das Straßenbahnprojekt ermöglichen. Die Verantwortlichen im DDOT gingen ursprünglich davon aus, nur Stadt und CSX seien rechtmäßige Eigentümer des Grundstückes der Bahnstrecke, bei einer Überprüfung stellte sich hingegen heraus, dass nicht nur die Eisenbahngesellschaft der einzige private Besitzer ist. Die Stadt zog sich also von den Plänen zurück, die Linie über die Gleisanlagen verlaufen zu lassen, um Zahlungen von Benutzungsgebühren und Mieten an Dritte zu vermeiden. Die CSX bestritt diese Rückschlüsse mit der Begründung, auf unbegrenzte Dauer das alleinige Recht zur Vermietung der Gleisanlagen an die Stadt zu haben, wofür diese eine einmalige Zahlung in Höhe von 16 Millionen $ leisten sollte. Diesem Angebot zu Trotz entschied sich das DDOT dafür, die Straßenbahnlinie im Straßenraum anstatt auf der Vollbahnstrecke verlaufen zu lassen, was auf sofortige Kritik der Anwohner stieß, die Staus, einen Wegfall von Parkplätzen und eine schlechtere Erschließung durch Buslinien fürchteten.
Im April 2006 kündigten DDOT und Stadt dann an, in wenigen Monaten würden die Arbeiten an der überarbeiteten Linie wieder aufgenommen. Die Fertigstellung der Linie, welche nun bei einer Länge von 1,7 Kilometern 10 Millionen $ kosten sollte, wurde auf Frühjahr 2008 angesetzt. Ein Jahr zuvor, im Frühjahr 2007, wurden bereits die 3 Millionen $ teuren Straßenbahnwagen fertiggestellt und bei der Straßenbahn Ostrava in der Tschechischen Republik erprobt und dort für einen unbegrenzten Zeitraum abgestellt. Im November 2007 waren die Arbeiten an der Stromversorgung in vollem Gange; die Linie war zwischenzeitliche erneut umgeplant worden und sollte nun bei Kosten von 30 Millionen $ 2,1 Kilometer lang sein. Erst im Frühjahr 2008 wurde mit dem Verlegen der Gleise begonnen, was 2009 abgeschlossen werden sollte. Daher wurde die Inbetriebnahme auf Ende 2009 verschoben.

### Neuplanungen
Im August 2008 eröffnete das DDOT eine Ausschreibung zur Errichtung von Gleisen und Haltestellen der nun auf 45 Millionen $ bezifferten Anacostia Line. Die Stadt hatte geplant, 10 Millionen $, die eigentliche für den Abbruch der 11th Street Bridges zur Verfügung gestellt werden sollte, auf das Straßenbahnprojekt zu übertragen, stellte diesen Plan allerdings wegen der Verspätungen beim Projekt zurück. Das DDOT strich eine Verlängerung über die Good Hope Road SE zur U-Bahn-Station Minnesota Avenue aus den Plänen. Im März 2009 konnten die angestrebten Kosten so auf 25 Millionen $ verringert werden, Änderungen am Aufbau der 11th Street Bridges würden allerdings eine Verlängerung der Linie zu den zukünftigen Straßenbahnlinien auf der 8th Street SE und 11th Street SE ermöglichen. Zunächst musste nun der Auftrag zur Verlegung der Gleise vergeben werden. Bei der Ausschreibung erlangte im Dezember 2008 schließlich die Fort Myer Construction Corporation den Auftrag.
Es wurde prognostiziert, dass täglich 1400 Fahrgäste die Linie, welche für die Fahrt von Endpunkt zu Endpunkt 10 Minuten benötigen sollte, frequentieren würden.
Im April 2009 gab das DDOT bekannt, die Straßenbahnlinie werde frühestens 2012 eröffnet. Durch die Verspätungen war bereits die Herstellergarantie der Straßenbahnwagen abgelaufen, darüber hinaus beliefen sich die jährlichen Kosten für die Einlagerung auf 860.000 $. Die Errichtung des ersten Abschnitts von der Bolling Air Force Base zur Metro-Station Anacostia sollte ursprünglich im Februar 2008 beginnen, allerdings konnte man sich nicht mit der städtischen Behörde für Trinkwasser und Abwasser bei der Terminplanung und den notwendigen Genehmigungen für die Leitungsumlegung einigen. Im September konnten endlich die ersten Gleise verlegt werden, auf denen im Herbst 2012 die ersten Straßenbahnwagen fahren sollten. Vom DDOT auf die Überfahrt nach Amerika geschickt, erreichten die drei Straßenbahnwagen am 12. Dezember 2009 ihren zukünftigen Einsatzort.

### Erneuter Baustopp
Die Bauarbeiten an der Linie bereiteten große Schwierigkeiten. Da in den vorherigen beiden Jahren bereits die zur Verfügung stehenden finanziellen Mittel bereits vollständig ausgeschöpft wurden und die Stadt nicht bereits war, den Auftrag auszuweiten oder an eine zusätzliche Firma zu vergeben, musste die Verkehrsbehörde am 26. August 2010 einen Baustopp verfügen. Der Baufortschritt legte ein schlechtes Zeugnis ab: An der Kreuzung der Firth Stirling Avenue SE und dem Suitland Parkway war über den Schienen asphaltiert worden, an der South Capital Street und Bolling Air Force Base waren die Gleise von Unkraut überwuchert. Das DDOT versprach zwar, das Projekt bis zum Dezember 2012 fertigstellen zu lassen, bevorzugte allerdings eine Verschiebung in die zweite Phase zum Aufbau des Straßenbahnnetzes. In dieser Variante wäre die Linie zu einem späteren Zeitpunkt gemeinsam mit den Straßenbahnen auf der Rhode Island Avenue NE, Florida Avenue NW, U Street, Calvert Streets NW und nach Georgetown fertiggestellt worden. Andererseits sollte der Auftrag neu ausgeschrieben werden. Die Behörde stritt ab, das Projekt sei auf Eis gelegt, räumte aber ein, es habe noch keine neue Ausschreibung gegeben.
Im überarbeiteten Masterplan für das Straßenbahnnetz im District of Columbia vom 24. Oktober 2010 war als nördliches Ende der Linie nun die Metro-Station Anacostia eingezeichnet, eine Weiterführung zu den 11th Street Bridges war nicht mehr vorgesehen. Das DDOT ging nunmehr von sehr geringen Fahrgastzahlen aus, da die Linie auf eine Länge von gerade einmal 1,21 Kilometern gekürzt worden war.
Zudem bestanden auch große Defizite in der Informationspolitik. So hielten sowohl das DDOT als auch die Federal Transit Administration unabhängig voneinander Informationsveranstaltungen ab. 2014 plante das DDOT, 64 Millionen $ in die Erweiterung zu den 11th Street Bridges zu investieren. Weitere 16 Millionen $ sollen in den Erwerb des Anschlussgleises zur Air Force Base, 15 Millionen $ für die Errichtung eines Straßenbahndepots gezahlt werden. Dazu sollten Bundeszuschüsse in Höhe von 20 Millionen $ beim beantragt werden.

### Alternative Planungen
2013 wurde von der aus Steuergeldern finanzierten Capitol Riverfront Business Improvement District, welche für die Stadtentwicklung am nördlichen Ufer der Anacostia zuständig ist, ein alternatives Projekt erarbeitet. Dabei soll es sich um eine Stadtbahn handeln, die das weiter südlich gelegene St. Elizabeth’s Hospital mit der Union Station im Stadtzentrum verbinden soll. Diese würde durch Anacostia und die Stadtentwicklungsgebiete der Bolling Air Force Base und Capitol River Front führen. Es entstünde eine direkte Verbindung vom Stadtzentrum zum Department of Homeland Security, welches neben dem Krankenhaus entstehen soll. Noch ist nicht klar, ob die Linie in die Straßenbahn integriert oder als eigenständiges Verkehrsmittel entwickelt werden soll.

## Fahrzeugeinsatz

### Aktuelle Fahrzeuge

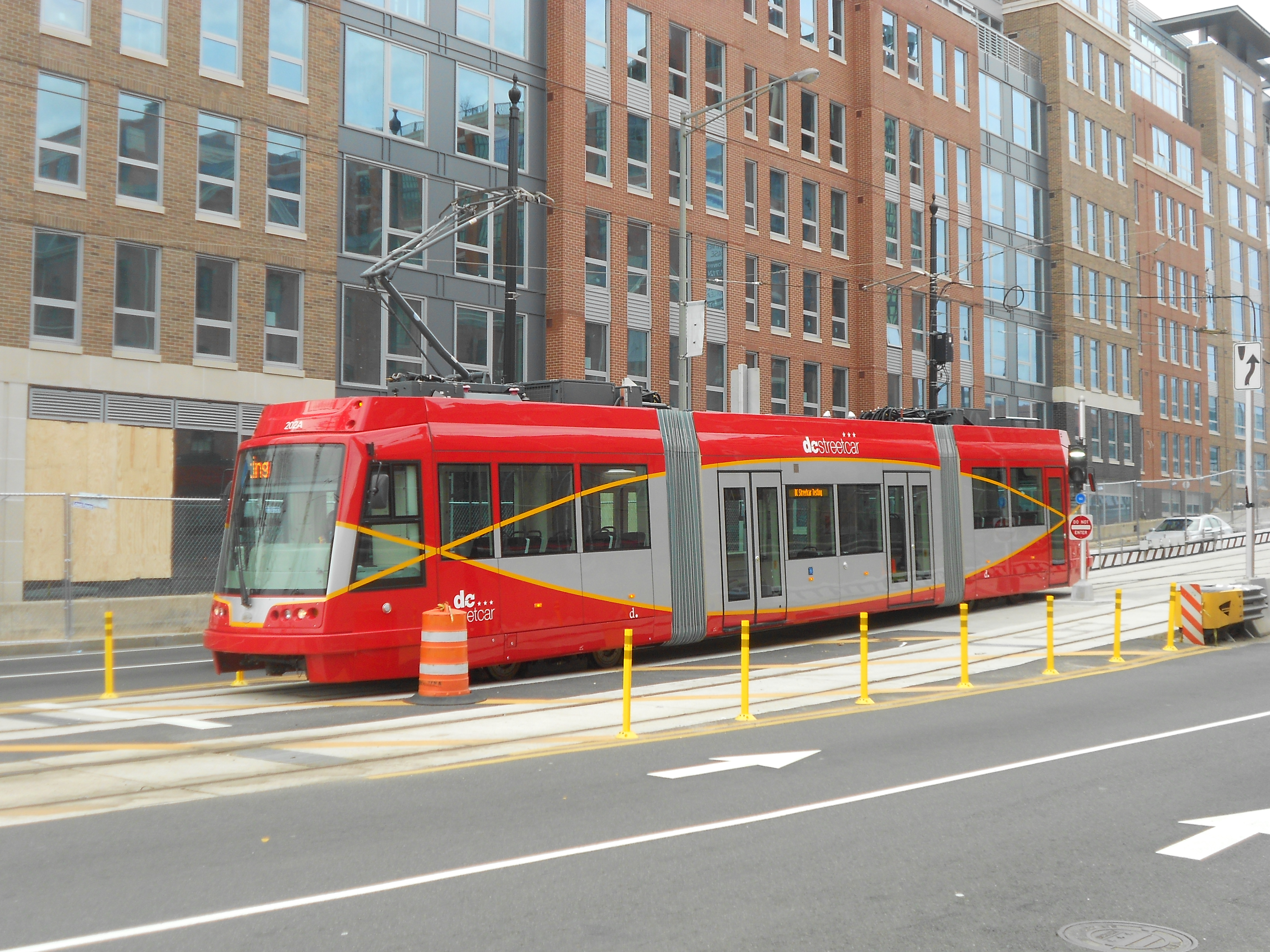
Ein Straßenbahnwagen bei der Testfahrt auf der H Street Line

Die sechs Straßenbahnwagen des District of Columbia, die im Straßenbahnnetz eingesetzt werden, wurden von zwei Herstellern in annähernd identischer Ausführung hergestellt.
Die ersten drei Straßenbahnwagen mit den Nummern 101 bis 103 wurden 2007 bei Inekon Trams in der Tschechischen Republik für den Einsatz auf der Anacostia Line gefertigt. Wegen Verspätungen beim Bau der Linie in Washington wurden sie bis Dezember 2009 beim Hersteller abgestellt. Das Fahrzeugmodell wird als 12 Trio bezeichnet. Die zweite Serie mit den Fahrzeugnummern 13-001 bis 13-003 wurde 2013 in den Vereinigten Staaten bei United Streetcar in Oregon hergestellt in Lizenz von Škoda Transportation basierend auf dem Typ Škoda 10T, der gemeinsam mit Inekon entworfen worden war. Daher ähneln sich die beiden Fahrzeugtypen sehr. Im Aussehen unterscheiden sich die Wagen nur durch verschiedene Fahrzeugfronten.
Seit Dezember 2009 wurden die drei Straßenbahnwagen von Inekon im Betriebshof Greenbelt abgestellt. Die Fahrzeuge sind 2,438 Meter breit, 20,12 Meter lang und bestehen aus drei mit Gelenken verbundenen Einheiten. Es handelt sich somit um Gelenktriebwagen.

### Probleme bei der Ausschreibung
Das DDOT hatte United Streetcar Verträge zur Fertigung der drei Straßenbahnwagen für die H Street/Benning Road Line angeboten. Der Produzent lehnte jedoch ab, da die Ausschreibung nicht fachgerecht verfasst wurde. Als Reaktion darauf meinte Ratsherrin Mary Cheh, das DDOT habe bei der Verwaltung der Straßenbahn das öffentliche Vertrauen verloren und sie werde die Einrichtung einer unabhängigen Behörde für das Straßenbahnnetz anstreben. Im April 2012 wurde ein überarbeiteter Vertrag für zwei Straßenbahnwagen von der United Streetcar unterzeichnet, welcher im August 2012 erneut zu drei Wagen erweitert wurde.